# Puntone dei Fracion
Puntone dei Fracion är en bergstopp i Schweiz.   Den ligger i distriktet Blenio och kantonen Ticino, i den sydöstra delen av landet, 140 km öster om huvudstaden Bern. Toppen på Puntone dei Fracion är 3 202 meter över havet, eller 155 meter över den omgivande terrängen. Bredden vid basen är 1,1 km.
Terrängen runt Puntone dei Fracion är huvudsakligen bergig. Närmaste större samhälle är Biasca, 15,2 km sydväst om Puntone dei Fracion. 
Trakten runt Puntone dei Fracion består i huvudsak av gräsmarker. Runt Puntone dei Fracion är det mycket glesbefolkat, med 5 invånare per kvadratkilometer.